# 潘士良
潘士良（1569年—1659年），字舜佐，號虞廷，山東濟寧人，明末清初政治人物、同進士出身。

## 生平
萬曆二十二年（1594年）甲午科山東鄉試舉人，四十一年（1613年）登癸丑科進士，初授蠡县知县，泰昌元年十月考选，授江西道監察御史。天啟元年四月，代御史苏述往河南募兵，九月士良以所募河南兵五千人统兵将领游击翟子勋等启行程期具闻，因言兵不训练，与无兵同，有兵无将，与无兵同，有将无法，与无将同，乞敕该部广搜将材，申严军法，命所司知之。二年三月，擔任蘇松巡按御史，四年署河南道印。五年四月升太僕寺少卿。天啟七年（1627年）升任南京光祿寺卿。崇禎元年（1628年）任大理寺卿、南京刑部右侍郎、刑部右侍郎。明亡后降清，授鄖陽撫治、兵部右侍郎兼右僉都御史。

## 家族
曾祖潘金，儒官、乡正宾。祖父潘蟾，教授、乡正宾。父潘雲路，庠生。弟潘士美，同科進士。